# Pierdonato Cesi (1522-1586)
Pierdonato Cesi (Roma, 1522 - Roma, 29 de setembro de 1586) foi um cardeal do século XVI

## Biografia
Nasceu em Roma em 1522. patrício romano. Filho de Venanzio Cesi, chamado Chiappino, e Filippa Uffreduzzo. Primo em segundo grau dos cardeais Paolo Emilio Cesi (1517) e Federico Cesi (1544). Parente dos cardeais Bartolomeo Cesi (1596) e Pierdonato Cesi, Jr. (1641).
Estudou na Universidade de Ferrara; na Universidade de Perugia (direito); na Universidade de Bolonha (direito); também estudou direito com Andrea Alciato; obteve um doutorado..
Retornou a Roma após terminar seus estudos em Ferrara e ingressou na corte do cardeal Federico Cesi. Referendário dos Tribunais da Assinatura Apostólica da Justiça e da Graça no pontificado do Papa Paulo III. Prelado doméstico de Sua Santidade..
Eleito administrador da diocese de Narni, em 25 de junho de 1546; renunciou à administração antes de 12 de julho de 1566. Participou do Concílio de Trento em 1547. Governador da Romanha, 1º de março de 1556; presidente, 17 de setembro de 1556 até 1559. Vice-legado de Bolonha, 29 de abril de 1560 até 1563. Governador de Civitavecchia, 1563. Governador de Bolonha, 22 de janeiro de 1564 5 de janeiro de 1565. Clérigo da Câmara Apostólica, 23 de março de 1565. Governador de Civitavecchia, 1566..
Criado cardeal sacerdote no consistório de 17 de maio de 1570; recebeu o gorro vermelho e o título de S. Bárbara. Optou pelo título de S. Vitale, em 16 de junho de 1570. Participou do conclave de 1572, que elegeu o Papa Gregório XIII. Legado em Bolonha, de 4 de julho de 1580 até 1584. Optou pelo título de S. Anastasia, em 28 de maio de 1584. Participou do conclave de 1585, que elegeu o Papa Sisto V..
Morreu em Roma em 29 de setembro de 1586. Sepultado na igreja de S. Maria em Vallicella, Roma.